# Kanyaurek Lipót
Kanyaurek Lipót (1884. november 13. – 1936. október 1.) válogatott labdarúgó, balfedezet. Az első labdarúgó volt, aki munkás sportegyesületből, a nyomdászok csapatából került be a válogatottba.

## Pályafutása
A Typograpia labdarúgója volt. Labdakezelése megbízható volt, az összjátékban kitűnt társai közül.
1909-ben egy alkalommal szerepelt a válogatottban.

## Statisztika

### Mérkőzése a válogatottban
| Magyarország | Magyarország    | Magyarország               | Magyarország | Magyarország | Magyarország | Magyarország | Magyarország | Magyarország |
| #            | Dátum           | Helyszín                   | Hazai        | Eredmény     | Vendég       | Kiírás       | Gólok        | Esemény      |
| ------------ | --------------- | -------------------------- | ------------ | ------------ | ------------ | ------------ | ------------ | ------------ |
| 1.           | 1909. május 29. | Budapest, Millenáris-pálya | Magyarország | 2 – 4        | Anglia       | barátságos   | -            |              |
|              | Összesen        |                            |              | 1            | mérkőzés     |              | 0            | gól          |